# Eduardo Cañabate Navarro
Eduardo Cañabate Navarro (Cartagena, 15 de abril de 1909 - 5 de abril de 1975) fue un político e historiador español, que desempeñó las responsabilidades de concejal del Ayuntamiento de Cartagena y cronista oficial de la misma ciudad.

## Biografía
Eduardo Cañabate tuvo su primer contacto con la historiografía en 1950, cuando colaboró con el entonces cronista oficial de Cartagena Federico Casal Martínez en la reedición de una obra de Alejandro Dumas. Cinco años más tarde, fallecido Casal, le sucedería en el puesto y publicaría su principal aportación a la divulgación del pasado de la ciudad, Historia de Cartagena desde su fundación a la monarquía de Alfonso XIII. En aquel libro se adhirió a la teoría de Francisco de Paula Oliver y Manuel Fernández-Villamarzo acerca del mosaico romano hallado en el subsuelo de la Catedral de Santa María la Vieja durante las excavaciones de 1877. Aquellos eruditos sostenían que el mosaico era evidencia de la existencia de un templo cristiano en el siglo I d. C., de forma que consideraban probada la tradición cristiana que señala a Cartagena como punto de arranque de la predicación del apóstol Santiago el Mayor en Hispania.
Desde al menos 1956 formaba parte como vocal de la Junta Municipal de Arqueología, desde la que propuso como director del Museo Arqueológico Municipal de Cartagena al arquitecto y arqueólogo Pedro San Martín Moro. En 1957 supervisó los hallazgos que se produjeron durante las obras en la calle Morería Baja, siendo el año siguiente el más destacado en cuanto a su actividad como vocal de la Junta: si en septiembre se contaba entre las personalidades que descubrieron la cueva Victoria, en cuyo interior fue además fundado el Grupo Espeleológico Spartaria; entre noviembre y diciembre se ejecutó una nueva excavación en la Catedral, impulsada por Cañabate.
La participación de Cañabate en la cultura cartagenera atrajo la atención de Nicomedes Gómez, pintor republicano exiliado en Francia, quien en 1961 propuso su nombre junto al de otros candidatos a beneficiarse de una beca de la Société Académique Arts-Sciences-Lettres de París. Sus contribuciones al conocimiento histórico continuaron en 1962, cuando publicó en la revista Murgetana un artículo enmendando al escritor Pedro Díaz Cassou, quien en su libro Serie de obispos de Cartagena (1895) había situado erróneamente en Cartagena en 1535 la impresión del Breviarium Carthaginense conservado en el archivo de la misma ciudad.
En 1966 dio el salto a la vida pública cuando se presentó a las elecciones municipales, en las que obtuvo 11 530 votos que le garantizaron un cargo de concejal, y cuando fue elegido hermano mayor de la Cofradía del Resucitado, una distinción que mantendría hasta su fallecimiento. Durante el mandato de Ginés Huertas Celdrán como primer edil (1966-1973), Cañabate fue nombrado administrador de la línea de Ferrocarriles Españoles de Vía Estrecha y teniente de alcalde, e instó desde esta última posición a elevar un escrito al Ministerio de Información y Turismo a fin de obtener la declaración de Interés Turístico para la Semana Santa de Cartagena, que llegó en 1968.
Los quehaceres políticos no significaron para Cañabate la desatención de sus funciones como cronista, pues la intervención en las tertulias que Alberto Colao organizaba en su librería-editorial Athenas le brindaron una oportunidad de imprimir otros tres libros de historia local entre 1967 y 1971. En 1969 fue además un miembro fundador del Instituto de Estudios Cartaginenses, impulsado por el historiador Jesús Rodríguez Rubio, asumiendo la presidencia de la Sección de Historia. En virtud de ese nombramiento, cooperó en la comisión que tenía como meta la recuperación para el pueblo de Cartagena de las donaciones del almirante Juan de Austria. En 1972, la Junta Municipal de Arqueología puso en marcha de la revista Mastia, que debía funcionar como publicación propia del Museo Arqueólogico Municipal, y que en su primera época –hasta 1974– empleó a Cañabate como redactor jefe. En 1973, el concejal era condecorado por sus servicios con la Cruz del Mérito Naval de primera clase con distintivo blanco, falleciendo solo dos años después, el 5 de abril de 1975. Fue relevado como cronista por Ginés García Martínez.

## Legado
En 2006 su fondo documental, cuyas piezas más antiguas correspondían al siglo XVI, era donado por sus hijos Eduardo y Ana Cañabate Deltell al Archivo Municipal. En la década siguiente se promovió además la protección y divulgación de algunos documentos relacionados con su persona: si en 2013 la Universidad de Alicante digitalizó una grabación del pregón que Cañabate ofreció durante el Domingo de Resurrección de 1963, en 2016 la poetisa María Teresa Cervantes depositó en el Archivo Municipal de Cartagena una serie de pertenencias que incluían su correspondencia epistolar con el historiador.

## Obras
Ediciones
- Dumas, Alejandro (1950) [1844].  Casal Martínez, Federico; Cañabate Navarro, Eduardo, eds. La légende des sept dormants [Los siete durmientes]. Cartagena: Imprenta Emilio S. Garrido.

Libros
- Historia de Cartagena desde su fundación a la monarquía de Alfonso XIII. Cartagena: Imprenta Marín. 1955.
- Bosquejo histórico del Hospital Militar de Marina de Cartagena. Cartagena: Imprenta Marín. 1956.
- Origen del Obispado de Cartagena. Cartagena: Tipografía La Moderna. 1967.
- Cartagena y sus antiguas defensas muradas. Cartagena: Athenas Ediciones. 1967.
- Origen del Santo Hospital de Caridad de Cartagena. Cartagena: Athenas Ediciones. 1969.
- La minería en Cartagena: historia sucinta. Cartagena: Athenas Ediciones. 1971.

Artículos en publicaciones periódicas
- «Vidrios cartageneros del siglo XIX» (pdf). Murgetana (Murcia: Real Academia Alfonso X el Sabio) (11): 61-83. 1958. ISSN 0213-0939.
- «Ordenanza de los gremios de Cartagena en el siglo XVIII» (pdf). Murgetana (Murcia: Real Academia Alfonso X el Sabio) (18): 51-97. 1962. ISSN 0213-0939.
- «La imprenta y sus publicaciones en Cartagena» (pdf). Murgetana (Murcia: Real Academia Alfonso X el Sabio) (20): 51-56. 1963. ISSN 0213-0939.
- «El licenciado don Francisco Cascales» (pdf). Murgetana (Murcia: Real Academia Alfonso X el Sabio) (23): 41-43. 1964. ISSN 0213-0939.
- «El licenciado don Francisco Cascales y la ciudad de Cartagena» (pdf). Murgetana (Murcia: Real Academia Alfonso X el Sabio) (23): 45-49. 1964. ISSN 0213-0939.
- «Bosquejo histórico del convento e iglesia de San Isidoro, Orden de Santo Domingo, de Cartagena» (pdf). Murgetana (Murcia: Real Academia Alfonso X el Sabio) (26): 21-39. 1966. ISSN 0213-0939.